# Cabinet Dahal I
Le cabinet Pushpa Kamal Dahal est le gouvernement mis en place au Népal, en plusieurs étapes, à la suite de l'élection de Pushpa Kamal Dahal aux fonctions de Premier ministre, le 15 août 2008, par l'Assemblée constituante.

## Chronologie
- 15 août 2008 : élection[1] de Pushpa Kamal Dahal aux fonctions de Premier ministre, par l'Assemblée constituante.
- 18 août 2008 : prestation de serment[2] de Pushpa Kamal Dahal, en présence de Ram Baran Yadav, président de la République, et de Subash Chandra Nemwang, président de l'Assemblée constituante.
- 22 août 2008 : les trois principaux partis de la coalition gouvernementale, le Parti communiste du Népal (maoïste) (PCN-M, le Parti communiste du Népal (marxiste-léniniste unifié) (PCN-MLU) et le Forum des droits du peuple madhesi, Népal (MJF, désignent respectivement quatre, six et quatre personnalités destinées à occuper des postes ministériels au sein du cabinet. Il est alors prévu que l'effectif soit complété par cinq autres ministres maoïstes et quatre ou cinq personnalités représentant d'autres petites formations politiques[3],[4].
- 22 août 2008 : les quatre ministres maoïstes et les quatre ministres représentant le Forum prêtent serment[5] devant le Premier ministre, en présence du président de la République, mais les six ministres désignés par le PCN-MLU refusent de le faire[6], protestant contre le fait que la seconde place, dans la hiérarchie gouvernementale, ne soit pas accordée à leur chef de file au sein du cabinet, Bam Dev Gautam, pressenti pour occuper le poste de ministre de l'Intérieur.
- 29 août 2008 : après des négociations entre le Premier ministre et la direction du PCN-MLU, le principe de la reconnaissance du second rang protocolaire[7], pour Bam Dev Gautam, est reconnu, et la désignation du reste de l'équipe gouvernementale prévue pour ce jour-là, mais est finalement reportée au 31 août[8], afin de permettre notamment de compléter définitivement l'effectif de l'équipe gouvernementale.
- 31 août 2008 : nomination et prestation de serment de quinze nouveaux ministres[9], incluant les six ministres du PCN-MLU qui avaient refusé de prêter serment le 22 juillet, cinq nouveaux ministres maoïstes, et trois ministres représentant de petites formations. Une quatrième formation, le Parti communiste unifié du Népal (PCN-ML, qui revendiquait le ministère de la Réforme agraire, a refusé de rejoindre le cabinet faute d'obtenir gain de cause : ce portefeuille est attribué aux maoïstes dont l'effectif est donc finalement (hormis le Premier ministre) de dix ministres sur 23.

## Composition du cabinet
| Rang | Ministre                | Fonctions (intitulé français)                                    | Fonctions (intitulé anglais)                       | Parti      |
| ---- | ----------------------- | ---------------------------------------------------------------- | -------------------------------------------------- | ---------- |
| 1    | Pushpa Kamal Dahal      | Premier ministre                                                 | Prime Minister                                     | PCN-M      |
| 2    | Bam Dev Gautam          | vice-Premier ministre, ministre de l'Intérieur                   | Deputy Primer Minister, Minister for Home Affairs? | PCN-MLU    |
| 3    | Baburam Bhattarai       | ministre des Finances                                            | Minister for Finance                               | PCN-M      |
| 4    | Upendra Yadav           | ministre des Affaires étrangères                                 | Minister for Foreign Affairs                       | MJF        |
| 5    | Ram Bahadur Thapa       | ministre de la Défense                                           | Minister for Defense                               | PCN-M      |
| 6    | Bijaya Kumar Gachchedar | ministre de l'Aménagement du territoire et des Travaux publics   | Minister for Physical Planning and Works           | MJF        |
| 7    | Bishnu Poudel           | ministre des Ressources en eau                                   | Minister for Water Resources                       | PCN-MLU    |
| 8    | Krishna Bahadur Mahara  | ministre de l'Information et de la Communication                 | Minister for Information & Communication           | PCN-M      |
| 9    | Jay Prakash Gupta       | ministre de l'Agriculture et des Coopératives                    | Minister for Agriculture and Cooperatives          | MJF        |
| 10   | Astha Laxmi Shakya      | ministre de l'Industrie                                          | Minister for Industry                              | PCN-MLU    |
| 11   | Dev Gurung              | ministre de la Loi, de la Justice et de l'Assemblée constituante | Minister for Law, Justice & Constituent Assembly   | PCN-M      |
| 12   | Rajendra Mahato         | ministre du Commerce et de l'Approvisionnement                   | Minister for Commerce and Supplies                 | Sadbhavana |
| 13   | Matrika Yadav           | ministre de la Réforme agraire                                   | Minister for Land Reform                           | PCN-M      |
| 14   | Gopal Shakya            | ministre de la Jeunesse et des Sports                            | Minister for Youth & Sports                        | PCN-MLU    |
| 15   | Renu Kumari Yadav       | ministre de l'Éducation                                          | Minister for Education                             | MJF        |
| 16   | Pampha Bhusal           | ministre de l'Administration générale                            | Minister for General Administration                | PCN-M      |
| 17   | Hisila Yami             | ministre du Tourisme et de l'Aviation civile                     | Minister for Tourism and Civil Aviation            | PCN-M      |
| 18   | Giriraj Mani Pokharel   | ministre de la Santé et de la Population                         | Minister for Health and Population                 | Janamorcha |
| 19   | Kiran Gurung            | ministre de la Forêt et de la Conservation de la terre           | Minister for Forest and Soil Conservation          | PCN-MLU    |
| 20   | Janardan Sharma         | ministre de la Paix et de la Reconstruction                      | Minister for Peace and Reconstruction              | PCN-M      |
| 21   | Gopal Kiranti           | ministre de la Culture et de la Restructuration de l'État        | Minister for Culture and State Restructuring       | PCN-M      |
| 22   | Ram Chandra Jha         | ministre du Développement local                                  | Minister for Local Development                     | PCN-MLU    |
| 23   | Lekhraj Bhatta          | ministre du Travail et des Transports                            | Minister for Labour and Transport                  | PCN-M      |
| 24   | Ganesh Shah             | ministre de la Science et de la Technologie                      | Minister for Science & Technology                  | PCN-Uni    |